# 国民協会 (日本 1892-1899)
国民協会（こくみんきょうかい）は、明治時代に存在した国粋主義団体。政治組織として国民政社（こくみんせいしゃ）があり、衆議院の院内会派としては他の吏党系議員とともに議院倶楽部（ぎいんくらぶ）と名乗った（1892年6月22日-1899年7月4日）。

## 歴史
1892年、西郷従道を会頭、品川弥二郎を副会頭として設立された。幹事として渡辺洪基・牧朴真・白井遠平が選出され（後に安場保和が幹事長に就任）、他に中央交渉部の佐々友房、佐藤昌蔵、津田真道、大岡育造、古荘嘉門、曾禰荒助・元田肇・白根専一・廣瀬貞文などが参加、自由党右派の新井毫なども参加した（なお、当初国民政社は別働隊として位置づけられており、国民協会とは別個に佐藤・古荘・曾禰が幹事に選ばれた）。既存の吏党系に加えて第2回衆議院議員総選挙で当時の第1次松方内閣（内務大臣が品川）の支援を受けて当選した官吏的な議員が多い。政府の富国強兵路線を熱心に支持したが、条約改正や財政規律の確立を求めて政府に厳しい注文を付ける事もあった。第2次伊藤内閣では国権主義を掲げて政府が進める日英通商航海条約の調印に反対して硬六派の一翼を担い、事実上の野党であった。だが、政府の策動で西郷・曾根の引き抜き・離脱にあって打撃を受け、更に1893年12月30日には国民協会そのものが政事結社として認定された。
このため、翌31日に存在意義を失った国民政社・議院倶楽部を解散して国民協会に一本化し、品川が中心となって運営する事になった。1894年の第3回衆議院議員総選挙では吏党中最多の35人が当選したが議席自体は大きく減らした。その後も立憲改進党とともに反伊藤内閣・反自由党を標榜するとともに品川と山縣有朋と関係を軸として貴族院の研究会や茶話会とも連携した。立憲改進党などが進歩党を結成した際にも、品川は山縣の支援を期待して政党内閣阻止のための「三党鼎立」路線を維持して第3党の地位を保持した。だが、隈板内閣の成立、それに続く第2次山縣内閣と憲政党（旧自由党系）の連携によって孤立無援となり、1899年品川は国民協会を解散して政党活動からの撤退を表明した。そのため、所属議員は新たに帝国党を結成した。

## 評価
本来藩閥政府擁護の目的で生まれたにもかかわらずしばしば政府に反抗する態度を採ったことは、「政界奇異の一現象」と評された。